# Pseudohorus caecus
Espèce
Pseudohorus caecus est une espèce de pseudoscorpions de la famille des Olpiidae.

## Distribution
Cette espèce est endémique de Tanzanie. Elle se rencontre vers Morogoro.

## Description
La femelle holotype mesure 3,3 mm

## Publication originale
- Beier, 1967 : Pseudoskorpione aus dem tropischen Ostafrika (Kenya, Tansania, Uganda, etc.). Annalen des Naturhistorischen Museums in Wien, vol. 70, p. 73-93 (texte intégral).